# Torrance (Écosse)
Pour l’article homonyme, voir Torrance.
Torrance est un village dans l'East Dunbartonshire en banlieue de Glasgow, en Écosse.